# Giovanni Berchet

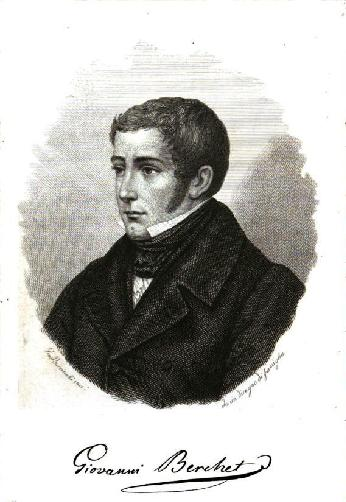
Giovanni Berchet

Giovanni Berchet (* 23. Dezember 1783 in Mailand; † 23. Dezember 1851 in Turin) war ein italienischer Dichter und Schriftsteller und einer der bedeutendsten Vertreter der italienischen Romantik.

## Leben
Als ältester von acht Söhnen eines Tuchhändlers mit Schweizer Wurzeln beschäftigte sich Berchet schon früh mit italienischer und europäischer Literatur. Er übersetzte Thomas Grays Ode The Bard und Oliver Goldsmiths Roman Der Pfarrer von Wakefield. 1816 verfasste er das wichtigste Manifest der italienischen Romantik, die Lettera semiseria (der volle Titel lautet: Sul "Cacciatore feroce" e sulla "Eleonora" di G.A. Bürger. Lettera semiseria di Grisostomo al suo figlio). 1818 war er an der Gründung der Zeitschrift Il Conciliatore beteiligt, die ein wichtiges Sprachrohr der italienischen Romantiker war. In der Folge engagierte er sich verstärkt politisch, was in der Teilnahme an den Carbonari-Aufständen 1821 mündete. Nach deren Niederschlagung wurde er verhaftet und musste aus Italien fliehen.
Berchet verbrachte die meiste Zeit seines Exils in Belgien, wo er den Großteil seiner poetischen Werke schrieb: I profughi di Parga (1821), die Romanze (1822–1824) und Le fantasie (1829). 1845 konnte er nach Italien zurückkehren und setzte sich weiter für die politische Einigung Italiens ein. Er starb wenige Jahre später, 1851, und wurde auf dem Cimitero monumentale in Turin begraben.

## DieLettera semiseria
Der fiktive Autor des Briefes, Grisostomo (griechisch: „Goldmund“), erklärt dem ebenso fiktiven Empfänger, seinem Sohn, die Vorzüge der romantischen Literatur gegenüber der klassizistischen am Beispiel zweier Gedichte Gottfried August Bürgers. Einer seiner zentralen Punkte ist dabei, dass die Literatur sich verstärkt dem „Volk“, zuwenden müsse, einer im besten Sinne mittelmäßigen Schicht, die sich von den elitären „Parisern“ und den unkultivierten „Hottentotten“ absetze. Im letzten Drittel des Briefs fügt Berchet eine ironische Brechung des zuvor Gesagten ein: Grisostomo erklärt das Plädoyer für die Romantik zum Scherz und will seinem Sohn nun die Vorzüge der klassizistischen Literatur vorführen, was jedoch durch starke Übertreibung leicht als Ironie erkennbar ist.

## Bibliografie
- Giuliano Innamorati: Berchet, Giovanni. In:  Dizionario Biografico degli Italiani (DBI).
- Giovanni Berchet: Opere edite e inedite. Hg. v. L. Cusani, Mailand 1863.
- Alberto Cadioli: Introduzione a Berchet. Bari 1991.
- Mario Fubini: Romanticismo italiano. Bari 1953.